# كأس ج 2015
كأس ج 2015 هي النسخة الأولى من بطولة كأس ج أو كأس ج الدولية 2015 والذين يلعبون في هذه البطولة أعمارهم تتراوح بين الثانية عشرة والثالثة عشرة سنة ، والدولة الفائزة بأول لقب هي تونس ، والمركز الثاني كانت الأردن .

## خروج المغلوب

### النهائي
|  | تونس | 4–1 | الأردن | الدوحة |

## روابط خارجيه
- قناة ج على اليوتيوب